# Fascia
Fascia é uma comuna italiana da região da Ligúria, província de Génova, com cerca de 122 habitantes. Estende-se por uma área de 10 km², tendo uma densidade populacional de 12 hab/km². Faz fronteira com Carrega Ligure (AL), Fontanigorda, Gorreto, Montebruno, Propata, Rondanina, Rovegno.

## Demografia
| Variação demográfica do município entre 1861 e 2011                               |
|                                                                                   |
| Fonte: Istituto Nazionale di Statistica (ISTAT) - Elaboração gráfica da Wikipedia |